# 왓 카?
《왓 카?》(영어: What Car?)는 하이에이엠 미디어 그룹에서 발행하는 영국의 월간 자동차 잡지이자 웹사이트로, 현재 스티브 헌팅포드가 편집장을 맡고 있다. 다른 팀원으로는 부편집장 대런 모스, 테스트 편집장 윌 나이팅게일, 닐 윈, 로렌스 청, 댄 존스가 있다. 중고차 편집장은 마크 피어슨과 올리버 영이다. 소비자 편집장은이다.

## 역사
1973년 11월에 처음 발행된 왓 카?는 열렬한 자동차 애호가보다는 주로 자동차 구매자를 위한 잡지이다. 최신 모델의 첫 운전 및 그룹 테스트 외에도, 소비자들이 필요에 맞는 적절한 자동차를 선택하는 데 도움이 되는 광범위한 구매자 가이드 섹션을 포함하고 있으며, 자동차 할인에 대한 팁을 제공한다.
1978년, 이 잡지는 첫 번째 올해의 차 시상식을 개최하여 구매하기 가장 좋은 모델에 대한 조언을 제공했으며, 이는 이후 매년 열리는 – 그리고 열렬히 기대되는 – 특징이 되었다. 1996년에는 웹사이트 www.whatcar.com이 출시되었다. 최근에는 왓 카?가 2006년에 인도에서 격월로 발행되는 또 다른 인쇄판을 출시했으며, 이는 이후 월간지가 되었다.
왓 카?는 2018년 영화 얼리맨에 등장했지만, 왓 전차?라는 이름으로 등장했다.

## 올해의 차
매년 1월, 왓 카?는 시상식을 개최하여 자동차 시장 각 부문에서 최고의 자동차를 선정하고, 전반적인 올해의 차를 선정하는데, 1978년에 르노 20이 첫 수상작으로 선정되었다. 1985년에는 2세대 폭스바겐 골프가 1981년에 페이스리프트된 1세대 모델로 이미 수상한 바 있어 두 번 수상한 최초의 모델이 되었다.
2023년 현재, 폭스바겐은 총 7회로 이 시상식 역사상 가장 성공적인 브랜드이다. 폭스바겐 그룹의 일원인 아우디, 세아트, 스코다는 이들 사이에 추가로 6회 수상했다. 순수 전기차는 3회 수상했다.
2023년 현재, 왓 카? 올해의 차 시상식은 모터이지의 후원을 받는다.
- 1978  르노 20
- 1979  푸조 305
- 1980  복스홀 아스트라
- 1981  폭스바겐 골프
- 1982  메르세데스-벤츠 200T
- 1983  MG 메트로
- 1984  푸조 205
- 1985  폭스바겐 골프
- 1986  사브 9000
- 1987  르노 21
- 1988  BMW 735i
- 1989  포드 피에스타
- 1990  로버 214 Si
- 1991  로버 메트로
- 1992  폭스바겐 골프
- 1993  포드 몬데오
- 1994  푸조 306
- 1995  폭스바겐 폴로
- 1996  푸조 406
- 1997  르노 세닉
- 1998  랜드로버 프리랜더
- 1999  로버 75[4]
- 2000  스코다 파비아
- 2001  포드 몬데오
- 2002  토요타 코롤라
- 2003  세아트 이비자[5]
- 2004  폭스바겐 골프
- 2005  랜드로버 디스커버리
- 2006  BMW 320d[6]
- 2007  복스홀 코르사[7]
- 2008  재규어 XF[8]
- 2009  포드 피에스타[9]
- 2010  푸조 3008[10]
- 2011  아우디 A1[11]
- 2012  폭스바겐 업![12]
- 2013  아우디 A3[13]
- 2014  닛산 캐시카이[14]
- 2015  스코다 파비아[15]
- 2016  아우디 A4[16]
- 2017  BMW 5 시리즈[17]
- 2018  볼보 XC40[18]
- 2019 기아 e-니로[19][20]
- 2020 포드 푸마[21]
- 2021 다치아 산데로 (2성 NCAP 등급으로 나중에 상이 철회됨)
- 2022 기아 EV6[22]
- 2023 폭스바겐 ID. 버즈
- 2024 렉서스 LBX
- 2025 르노 5 E-테크

## 트루 MPG
2012년 4월, 왓 카?는 '트루 MPG'라는 새로운 서비스를 시작했는데, 이는 운전자가 부드럽게 운전하고 속도 제한을 준수하되 비현실적으로 느린 가속이나 특별한 하이퍼마일링 기술을 사용하지 않는 경우 자동차에서 실제로 기대할 수 있는 것을 소비자에게 알려준다고 주장한다. 이 트루 MPG 수치는 자동차 제조사가 브로슈어에 법적으로 포함해야 하는 공식 정부 연비 데이터와 함께 게시된다.

## 왓 카? 승인 중고차
2012년 6월, 왓 카?는 '왓 카 승인 중고차'라는 온라인 자동차 구매 서비스를 시작했는데, 이는 전국 가맹 딜러 협회에서 홍보하는 "10가지 차이점"을 지지함으로써 자동차 구매자에게 "마음의 평화"를 제공한다고 주장했다.
이 계약은 2015년 7월에 종료되었고, 왓 카?는 '승인 중고차' 브랜딩을 없애고 다른 출처의 목록을 게재하기 시작했다.

## 새 차 구매자 마켓플레이스
2016년 10월, 왓 카?는 '새 차 구매자 마켓플레이스'라는 새로운 온라인 자동차 구매 서비스를 시작했다. 기존 whatcar.com 웹사이트에 통합된 이 서비스는 독자들이 왓 카? 행동 강령에 서명한 지역 딜러로부터 할인된 자동차를 구매할 수 있도록 한다.
사용자는 옵션을 추가하고, 트림을 변경하고, 금융 선호도를 조정하여 딜러가 약속한 '실시간' 가격을 얻을 수 있다. 왓 카?의 '목표 가격'은 잡지의 미스터리 쇼퍼가 특정 모델에 대해 지불해야 한다고 생각하는 최고 가격에 대한 오랜 권장 사항으로, 딜러 가격과 함께 표시되어 사용자가 거래가 좋은 가치를 나타내는지 확인할 수 있다.